# Troglojapyx
Troglojapyx es un género de Diplura en la familia Japygidae.

## Especies
- Troglojapyx hauseri Pagés, 1980